# Hryhorij Epik

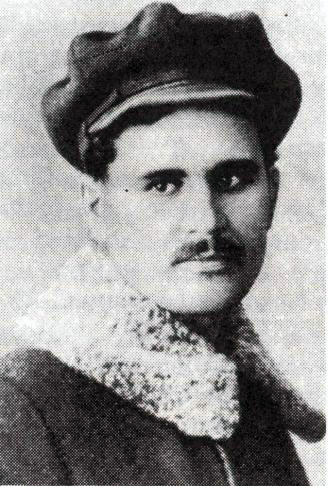
Hryhorij Epik um 1930

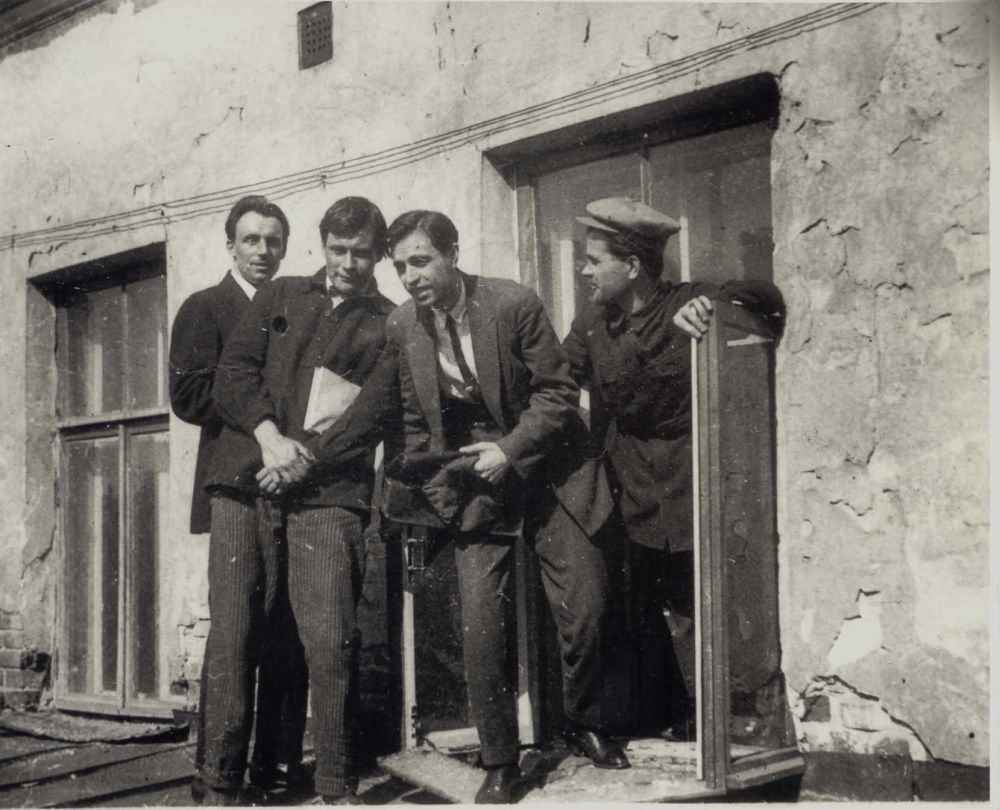
Charkiw, 1926. Von links nach rechts: Petro Pantsch, Majk Johansen, Wassyl Wraschlywyj, Hryhorij Epik

Hryhorij Danylowytsch Epik (ukrainisch Григорій Данилович Епік, russisch Григорий Данилович Эпик Grigori Danilowitsch Epik; * 4. Januarjul. / 17. Januar 1901greg. in Kamjanka, Gouvernement Jekaterinoslaw, Russisches Kaiserreich; † 3. November 1937 in Sandarmoch, Karelische ASSR, Sowjetunion) war ein ukrainischer Journalist, Übersetzer und Schriftsteller. Er gehört der „erschossenen Wiedergeburt“ an, einer durch die stalinistischen Säuberungen ermordeten Generation von Schriftstellern der Ukrainischen SSR.

## Leben
Hryhorij Epik kam in der Siedlung Kamjanka, (Кам'янка) im heutigen Rajon Amur-Nischnjodnipro der Stadt Dnipro zur Welt.
Von 1919 an war er Mitglied der Kommunistischen Partei. Zwischen 1920 und 1925 arbeitete Epik als Redakteur. Von 1925 bis 1929 studierte er in Charkow am Institut für Marxismus-Leninismus und lebte im Schriftstellerhaus „Slowo“ (Wort), Apt. 7. Nach seinem Abschluss wurde er Direktor eines Verlagshauses und Mitglied mehrerer literarischer Organisationen. Seine Schriften, darunter Sammlungen von Kurzgeschichten und Romane, wurden erstmals 1923 in Poltawa publiziert. In den 1920er Jahren kritisierte er in seiner Prosa einige Aspekte des Sowjetregimes scharf, seine letzten Romane Perscha wesna (Перша весна, zu deutsch Der erste Frühling) von 1931 und Petro Romen (Петро Ромен) von 1932 schrieb er jedoch im Geist des Stalinismus. Einige seiner Werke wurden in Deutsch, Hebräisch, Rumänisch, Polnisch Russisch und Weißrussisch übersetzt.
Epik wurde während der Stalinschen Säuberungen am 5. Dezember 1934 verhaftet und am 28. März 1935 in Kiew durch ein Militärkollegium des Obersten Gerichtshofs der UdSSR der Angehörigkeit zu einer konterrevolutionären Organisation angeklagt und zu 10 Jahren Haft verurteilt. Eine spezielle Troika des NKWD der Region Leningrad verurteilte ihn am 9. Oktober 1937 zum Tode durch Erschießen. Das Urteil wurde während einer Massenexekution von Häftlingen anlässlich des 20. Jahrestages der Oktoberrevolution von 1917 in Sandarmoch, Karelien, vollstreckt.
Offiziell wurde als sein Todesdatum fälschlicherweise der 28. Januar 1942 angegeben.